# Paul Manafort
Paul John Manafort, Jr. (/ ˈmænəfɔːrt /; sinh ngày 1 tháng 4 năm 1949) là một nhà vận động hành lang, cố vấn chính trị và cựu luật sư người Mỹ đã bị kết án về gian lận thuế và ngân hàng vào năm 2018. Ông đã tham gia chiến dịch của Đảng Cộng hòa nhóm chiến dịch tranh cử tổng thống vào tháng 3 năm 2016, và là chủ tịch chiến dịch từ tháng 6 đến tháng 8 năm 2016. Ông đã bị mất giấy phép hành nghề vào tháng 1 năm 2019.
Manafort đã phục vụ một cố vấn cho các chiến dịch tranh cử tổng thống Hoa Kỳ của các đảng Cộng hòa Gerald Ford, Ronald Reagan, George H. W. Bush và Bob Dole. Năm 1980, ông đồng sáng lập công ty vận động hành lang Black, Manafort & Stone có trụ sở tại Washington, cùng với các hiệu trưởng Charles R. Black Jr., và Roger J. Stone, do Peter G tham gia Kelly vào năm 1984. Manafort thường vận động nhân danh các nhà lãnh đạo nước ngoài như cựu Tổng thống Ukraina Viktor Yanukovych, cựu độc tài của Philippines Ferdinand Marcos, cựu độc tài của Zaire Mobutu Sese Seko, và lãnh đạo du kích Angola Jonas Savimbi

## Vụ việc
Vận động hành lang để phục vụ lợi ích của các chính phủ nước ngoài đòi hỏi phải đăng ký với Bộ Tư pháp theo Đạo luật Đăng ký Đại lý Nước ngoài (FARA); vào ngày 27 tháng 6 năm 2017, ông ta đã đăng ký hồi tố làm đại lý nước ngoài.
Vào ngày 27 tháng 10 năm 2017, Manafort và cộng sự kinh doanh của ông Rick Gates đã bị một bồi thẩm đoàn quận Columbia truy tố về nhiều cáo buộc phát sinh từ công việc tư vấn của ông cho chính phủ thân Nga Viktor Yanukovych ở Ukraine trước khi Yanukovych bị lật đổ vào năm 2014. Bản cáo trạng đã được yêu cầu bởi cuộc điều tra Luật sư đặc biệt của Robert Mueller. Vào tháng 6 năm 2018, các cáo buộc bổ sung đã được đệ trình chống lại Manafort vì tội cản trở công lý và chứng kiến sự giả mạo được cho là đã xảy ra trong khi anh ta bị quản thúc tại gia, và ông bị buộc phải ngồi tù.
Manafort bị truy tố tại hai tòa án liên bang. Tại quận phía đông Virginia, vào tháng 8 năm 2018, Manafort đã bị kết án về tám tội danh về thuế và gian lận ngân hàng. Một án oan đã được tuyên bố với mười tội danh khác, mặc dù sau đó anh ta đã thừa nhận chúng. Tại Tòa án quận DC, Manafort đã nhận tội với hai cáo buộc và đồng ý hợp tác với các công tố viên. Vào ngày 26 tháng 11 năm 2018, Robert Mueller đã báo cáo rằng Manafort đã vi phạm thỏa thuận biện hộ của mình bằng cách liên tục nói dối với các nhà điều tra, và vào ngày 13 tháng 2 năm 2019, thẩm phán Tòa án quận DC Amy Berman Jackson đồng tình, vô hiệu hóa thỏa thuận bào chữa.
Mueller khuyên tòa án Virginia rằng các hướng dẫn tuyên án kêu gọi Manafort phục vụ 19 năm rưỡi đến 24 năm tù. Vào ngày 7 tháng 3 năm 2019, Thẩm phán T.S. Ellis, gọi hướng dẫn tuyên án của Mueller là "quá mức", đã kết án Manafort 47 tháng tù. Manafort sẽ bị kết án trong bản án của Tòa án quận DC vào ngày 13 tháng 3, nơi anh ta phải đối mặt với bản án khác lên đến mười năm.